# Ils sont tombés
Ils sont tombés (Van caure) és una cançó composta per Georges Garvarentz i escrita i interpretada per Charles Aznavour, de la qual el tema principal és el genocidi armeni. Va ser gravada a l'estudi Nova Sound de Londres la nit del 23 al 24 d'abril de 1975, coincidint amb els seixanta anys de la batuda dels intel·lectuals armenis el 24 d'abril de 1915 a Constantinoble. En aquesta versió, Charles Aznavour és acompanyat per Del Newman.
En principi la cançó era per la banda sonora d'una adaptació cinematogràfica d'Henri Verneuil de la novel·la L'Arménien, de Clément Lépidis, pel·lícula que mai es va fer.